# Janaki Milew
Janaki Milew (bulgarisch Янаки Милев, englisch Yanaki Milev; * 15. April 2004 in Plowdiw) ist ein bulgarischer Tennisspieler.

## Karriere
Milew spielte bis 2022 auf der ITF Junior Tour. In der Jugend-Rangliste erreichte er mit Rang 78 seine höchste Notierung.
Bei den Profis spielte Milew sein erstes Turnier 2019. Nach zwei weiteren Turnieren 2021 nahm er 2022 erstmals regelmäßiger an Turnieren teil. Er nahm fast ausschließlich an Turnieren der drittklassigen ITF Future Tour teil, wo er im Einzel Ende des Jahres sein erstes Finale erreichte. Im Doppel konnte er im selben Zeitraum zwei Finals erreichen und davon einen in den ersten Turniersieg konvertieren. Der einzige Auftritt auf der ATP Tour erfolgte im September 2022 in Sofia, wo er mit Petar Nesterow eine Wildcard für den Doppelwettbewerb erhielt. Sie konnten die Chance nutzen und gewannen ihr Debütspiel gegen die Ersatzspieler Jack Vance und Jamie Vance. In der nächsten Runde schieden sie aus. In der Tennisweltrangliste stieg der Bulgare jeweils zum Jahresende auf sein Karrierehoch. Im Einzel nach seinem ersten Finale mit Platz 894 und im Doppel nach einem Halbfinaleinzug mit Rang 611.